# Кладовище домашніх тварин 2
«Кладовище домашніх тварин 2» (англ. Pet Sematary Two) — американський фільм жахів 1992 року режисера Мері Ламберта. Продовження екранізації однойменного роману Стівена Кінга.

## Сюжет
Чейз Метьюз втратив кохану дружину і важко переживає біль втрати. Разом з сином, тринадцятилітнім Джеффом, він вирішує змінити місце проживання і вже там спробувати налагодити нове життя.
Для притулку Метьюз вибирають тихе містечко Ладлоу. Джефф знайомиться з обстановкою і заводить першого друга — однолітка Дрю Гілберта. Хлопець має проблеми з вітчимом, який до того ж служить шерифом. Гас чіпляється до пасинка з найменшого приводу, всіляко знущаючись над ним. У момент особливої люті і жорстокості, він вбиває собаку Дрю. Хлопчики готуються поховати пса. Вони чули безліч легенд про покинуте індіанське кладовище і вирішують перевірити їх правдивість, вибравши його як місце поховання вихованця Дрю. Але хоч би якою була сила цікавості й гіркота втрати, мертвих будити не варто. Адже, влізаючи в містичні процеси, можна потривожити сили, які не підвладні смертним…

## У ролях
- Едвард Ферлонг — Джефф Меттьюз
- Ентоні Едвардс — Чейз Меттьюз, батько Джеффа, ветеринар
- Джейсон МакГвайр — Дрю Гілберт, друг Джеффа
- Кленсі Браун — Гас Гілберт, вітчим Дрю, шериф
- Дарленн Флюгел — Рене Геллоу, мати Джеффа
- Ліза Волц — Аманда Гілберт, мати Дрю
- Джаред Растн — Клайд Паркер, шкільний хуліган
- Сара Тріггер — Марджорі Гаргроув
- Джим Пек — Квентін Іоландер
- Лен Гант — Френк, режисер
- Рід Бініон — Бред
- Девід Ратайзак — Стіві

## Саундтрек
У фільмі звучали пісні:
- «I've Got Spies» — Dramarama
- «Revolt» — The Nymphs
- «Shitlist» — L7
- «The Slasher» — Роберт Дж. Волш
- «Fading Away» — Ян Кінг
- «Love Never Dies» — Трейсі Лордс
- «Reverence» — The Jesus & Mary Chain
- «Gush Forth My Tears» — Miranda Sex Garden
- «Poison Heart» — Ramones
- «Ride On» — Lulabox